# Cophixalus saxatilis
Espèce
Statut de conservation UICN

 VU D2 : Vulnérable
Cophixalus saxatilis est une espèce d'amphibiens de la famille des Microhylidae.

## Répartition
Cette espèce est endémique du Nord du Queensland en Australie. Son aire de répartition concerne le mont Black, au sud de Cooktown,.

## Description
Cophixalus saxatilis mesure environ 30 mm. Son dos est brun jaunâtre avec des taches brun violacé. Son ventre est jaune pâle.

## Étymologie
Son nom d'espèce, du latin saxatilis, « qui se tient dans les rochers », lui a été donné en référence à son habitat rocailleux.

## Publication originale
- Zweifel & Parker, 1977 : A new species of frog from Australia (Microhylidae, Cophixalus). American Museum novitates, no 2614, p. 1-10, (texte intégral).